# 博洛尼亚美术学院
博洛尼亞美術學院（義大利語：Accademia di Belle Arti di Bologna，简称ABABO）是一所位於義大利艾米利亚-罗马涅大区首府博洛尼亚市的公立美術學院。1710年迁至现址，延续至今。

## 歷史
1580年 - “Incamminati学院”
美术学院的历史始于汉尼巴莱、奥古斯蒂诺和路多维科·卡拉奇。这三位艺术家是博洛尼亚绘画传统的奠基人，在意大利艺术史上留下了重要的作品，推动了摆脱手法主义实践，并引入了理想景观的类型。他们最为人所知的是在他们的工作室里创立了一所真正的学校，在当时的意大利来说，这是一个典范。在他们的博洛尼亚实验室中，他们组织了与学生们相聚的时刻，通过理论和实践的培训传授他们自己的经验。他们花时间研究真实的事物和艺术史，使年轻的才华得以成长，从手工业者成为艺术家。
1711年 - “Clementina学院”
将军马西利是一位军人、科学家、植物学家、地质学家以及一位伟大的收藏家和艺术爱好者。在创办了科学学院后，他收到了一些博洛尼亚艺术家的请求，要求他支持成立一个“公共学院”，以使艺术活动摆脱画家公会的霸权。马西利打算将艺术和科学学科融合到他的学院里，他在教皇克莱门特十一世那里代表新生的机构进行了斡旋。这样，克莱门蒂娜学院就诞生了，成为新的科学和艺术研究所的一部分。
1804年 - “国家学院”
这是拿破仑占领时期，学院从克莱门蒂娜变成了国家学院，从波吉宫搬到了耶稣会新生院，因为拿破仑到来时该宗教机构被遗弃。这仍然是美术学院的所在地，内部可以欣赏到古老而引人入胜的空间。在整个世纪中，美术学院经常改变身份，根据当时的政治和社会情况：从国家学院变成皇家学院，然后变成教皇学院，再次变成皇家学院，最后回到了克莱门蒂娜学院。在这些年里，博洛尼亚美术学院也成为了包括摩德纳美术学院和帕尔马美术学院在内的区域艺术教育体系的中心。
1882年 - 美术馆独立
在上个世纪初，美术学院内的艺术品采集和保护工作非常热烈。数个世纪以来保留下来的财产形成了一个真正的艺术珍藏品，决定将其汇集并展示在一处专门场所，即博洛尼亚国家绘画馆（Pinacoteca），并向游客开放，需要购买门票。尽管位于同一建筑群内，但美术馆和美术学院之间的联系被中断。直到最近才得以恢复，并通过共同的教育和展示活动得到加强。国家绘画馆内最重要的艺术家包括博洛尼亚的吉多·雷尼、路多维科·汉尼巴莱和奥古斯蒂诺·卡拉奇，以及拉斐尔。
1923年 - 秦梯利改革
在20世纪，一系列改革，从1923年的秦梯利改革开始，彻底改革了美术学院的课程设置。学校保留了传统的绘画、雕塑和舞台设计课程，唯独建筑学成为博洛尼亚大学的一个系。随着高等艺术和文化教育体系的最新出现，美术学院如今被认为是研究和学习的场所，与大学同等重要，这是一个仍在进行中的过程，它让学院成为实验新学科和领域的主角，以使教育课程与时俱进。

## 知名校友
- 乔治·莫兰迪